# تود ويتسكين
تود ويتسكين (بالإنجليزية: Todd Witsken)‏ مواليد 04 نوفمبر 1963 في إنديانابوليس - الوفاة 25 مايو 1998 في إنديانا، كان لاعب كرة مضرب أمريكي بدأ مسيرته كمحترف سنة 1985 وكان يلعب باليد اليمنى، اعتزل اللعب في 1993. أعلى تصنيف له في الفردي كان المركز الـ 43 في سنة 1989. أعلى تصنيف له في الزوجي كان المركز الـ 4 في سنة 1988.

## روابط خارجية
- تود ويتسكين على موقع رابطة محترفي التنس (الإنجليزية)
- تود ويتسكين على موقع الاتحاد الدولي لكرة المضرب (الإنجليزية)
- تود ويتسكين على موقع خلاصة التنس.كوم (الإنجليزية)